# The Personal History of David Copperfield
The Personal History of David Copperfield is een Brits-Amerikaans kostuumdrama uit 2019 onder regie van Armando Iannucci. De film is gebaseerd op de victoriaanse roman David Copperfield van auteur Charles Dickens. De hoofdrollen worden vertolkt door Dev Patel, Tilda Swinton, Hugh Laurie en Ben Whishaw.

## Verhaal
De film volgt het leven van David Copperfield, een jongen die een kille relatie heeft met zijn gemene stiefvader, die hem naar Londen wegstuurt. Na de dood van zijn moeder besluit David om naar zijn excentrieke tante te reizen.

## Rolverdeling
| Acteur              | Personage         |
| ------------------- | ----------------- |
| Dev Patel           | David Copperfield |
| Jairaj Varsani      | David Copperfield |
| Tilda Swinton       | Betsey Trotwood   |
| Hugh Laurie         | Mr. Dick          |
| Peter Capaldi       | Mr. Micawber      |
| Ben Whishaw         | Uriah Heep        |
| Darren Boyd         | Edward Murdstone  |
| Paul Whitehouse     | Mr. Peggotty      |
| Aneurin Barnard     | James Steerforth  |
| Daisy May Cooper    | Mrs. Peggotty     |
| Morfydd Clark       | Dora Spenlow      |
| Benedict Wong       | Mr. Wickfield     |
| Gwendoline Christie | Jane Murdstone    |
| Anthony Welsh       | Ham               |
| Rosalind Eleazar    | Agnes Wickfield   |
| Aimee Kelly         | Emily             |
| Sophie McShera      | Mrs. Crupp        |
| Divian Ladwa        | Dr. Chillip       |
| Nikki Amuka-Bird    | Mrs. Steerforth   |
| Ruby Bentall        | Janet             |

## Productie
In maart 2015 kondigde film- en televisiemaker Armando Iannucci, een fan van het werk van Charles Dickens, een nieuwe verfilming van de roman David Copperfield aan. Drie jaar later werd bevestigd dat Ianucci een verfilming van de roman zou schrijven, regisseren en producen, in samenwerking met scenarist Simon Blackwell. Iannucci en Blackwell werkten eerder al samen aan onder meer de satirische televisieseries The Thick of It (2005–2012) en Veep (2012–2019).
In februari 2018 werd Dev Patel gecast als het titelpersonage. Twee maanden later werd de cast uitgebreid met onder meer Tilda Swinton, Hugh Laurie, Aneurin Barnard en Ben Whishaw.
De opnames gingen in juni 2018 van start in Norfolk en Suffolk en eindigden begin augustus 2018. Er werd gefilmd in onder meer Bury St. Edmunds, King's Lynn en het historisch centrum van Hull.
The Personal History of David Copperfield ging op 5 september 2019 in première op het internationaal filmfestival van Toronto (TIFF).

## Trivia
- Paul Whitehouse speelde in 1999 ook mee in de tweedelige BBC-miniserie David Copperfield.
- Het boek David Copperfield werd in 1935 verfilmd door de bekende regisseur George Cukor. In 1969 regisseerde ook Delbert Mann een verfilming van het boek.